# Nick Beal
Pour les articles homonymes, voir Beal.
Nicholas David Beal, est né le 2 décembre 1970 à Howden (Angleterre). C’est un ancien joueur de rugby à XV, qui a joué avec l'équipe d'Angleterre, évoluant au poste de trois quart aile (1,88 m pour 93 kg).

## Carrière

### En club
- Northampton Saints

Il a disputé vingt matchs de Coupe d'Europe de rugby à XV et neuf matchs de Challenge européen de rugby entre 1996 et 2004.

### En équipe nationale
Il a disputé son premier test match le 14 décembre 1996, à l’occasion d’un match contre l'équipe d'Argentine, et le dernier contre l'équipe d'Afrique du Sud, le 24 octobre 1999.
Beal a disputé quatre matchs de la coupe du monde 1999. 

## Palmarès
- 15 sélections (+ 2 non officielles) avec l'équipe d'Angleterre
- Sélections par année : 1 en 1996, 1 en 1997, 5 en 1998, 9 en 1999
- Tournois des Cinq Nations disputés : 1999